# E-T-A

Ehemaliges Logo

E-T-A Elektrotechnische Apparate GmbH ist ein weltweit operierendes Familienunternehmen mit Sitz in Altdorf bei Nürnberg. Das 1948 gegründete Unternehmen ist Weltmarktführer von Geräteschutzschaltern und Anbieter von Systemlösungen im Bereich Schützen, Schalten und Überwachen.

## Geschichte
Gegründet wurde das Unternehmen am 2. September 1948 von Jakob Ellenberger und Harald Arthur Poensgen in Altdorf bei Nürnberg als Ellenberger & Poensgen GmbH. In Altdorf wurde im August desselben Jahres die Produktion aufgenommen.
1955 expandierte das Unternehmen erstmals und gründete eine Niederlassung in der Nähe von Chicago (USA), 1957 in Montreal (Kanada). Am 1. August 1961 eröffnete E-T-A neben dem Hauptsitz in Altdorf auch ein Werk in Hohenfels.
1969 wurde der Elektronikbereich aufgebaut. Danach übernahmen Horst Ellenberger, Carl Horst Poensgen und William F. Sell die Geschäftsführung. Unter ihrer Leitung wurden 1977 eine Produktionsstätte in Tunesien und 1996 eine Produktionsstätte in Indonesien aufgebaut sowie weitere Tochterfirmen für den Vertrieb im europäischen und asiatischen Markt gegründet. Am 11. Dezember 1978 wird die ETA Elektrotechnische Apparate GmbH als operative Tochter gegründet und die Ellenberger und Poensgen nahm nur die Verwaltung den beweglichen und unbeweglichen Vermögens war.
1998 wurde eine Niederlassung in Österreich eröffnet. 2005 wurden eine Tochterfirma in Australien sowie Büros in China und Thailand gegründet.
2005 rückte Dr. Clifford Sell für seinen Vater William F. Sell in die E-T-A Geschäftsführung auf. 2006 folgte Bernd Ellenberger als Geschäftsführer seinem Vater Horst Ellenberger nach. Im selben Jahr wurde in Altdorf ein neues Logistikzentrum eröffnet. 2007 wurde eine Niederlassung in Russland gegründet, 2008 ein neues Werk in Indonesien.

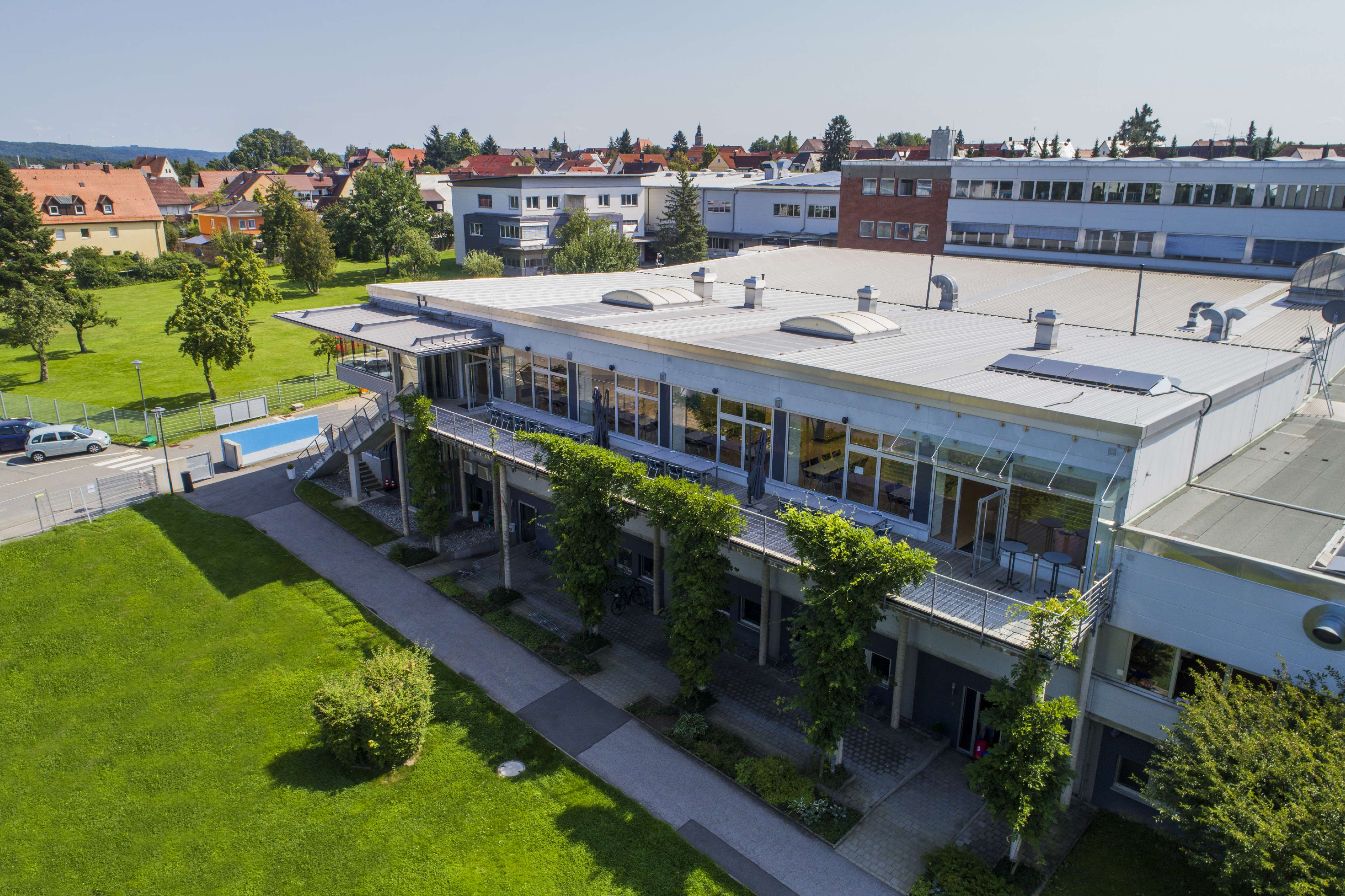
Außenaufnahme des E-T-A-Gebäudes in Altdorf

Im Juli 2010 schied Bernd Ellenberger als Geschäftsführer aus. 2013 wurde Philip Poensgen als Nachfolger seines Vaters Carl Horst Poensgen in die Geschäftsführung berufen. Zum 31. Oktober 2014 zog er sich aus der dritten Generation des Familienunternehmens als Geschäftsführer aus dem Unternehmen zurück. Die Gesellschaft wurde daraufhin von Clifford Sell als alleinigem Geschäftsführer weitergeführt. Die Unternehmensanteile der Familie Poensgen wurden von den restlichen Gesellschafterfamilien übernommen. Im November 2018 trat Jennifer Anne Sell als Geschäftsführerin in das Unternehmen ein. 2021 kamen Christian Kube und Ralf Dietrich erstmals als nicht Familienmitglieder der Inhaberfamilie dazu.
Seit 2019 ist E-T-A regionaler Partner des Forschungszentrums Technologiecampus Parsberg-Lupburg. Außerdem koordiniert E-T-A seit 2020 das vom Bundesministerium für Wirtschaft und Energie geförderte Forschungsprojekt „FASS – Fast and selective Switching“ an der Technischen Universität Ilmenau. Dabei sollen Gleichstromschutzschalter entwickelt werden, die durch die Umstellung von Wechselstrom auf Gleichstrom den Strom auf Basis erneuerbarer Energien steigern und gleichzeitig Energieverluste bei Transport und Verbrauch verringern sollen.
2021 begann E-T-A mit dem Bau eines neuen Kleinteilelagers in Altdorf, das 2023 fertig gestellt werden soll.

## Unternehmensstruktur
Geschäftsführer der E-T-A sind Clifford Sell, Jennifer Anne Sell, Ralf Dietrich und Christian Kube. Ebenfalls in der Geschäftsleitung sind Manfred Kiefl und Gabriele Zange.
Im Geschäftsjahr 2021 erwirtschaftete E-T-A einen Umsatz von 108,6 Mio. Euro und beschäftigte 713 Mitarbeiter in Deutschland. Weltweit wurden im Jahr 2022 1342 Mitarbeiter in über 60 Ländern beschäftigt mit vier Produktionsstandorten und zwölf eigenen Vertriebsniederlassungen in Australien, Belgien, China, Frankreich, Großbritannien, Italien, Japan, Russland, Singapur, Spanien und den USA. Die Produktion des Unternehmens erfolgt an den Standorten Altdorf und Hohenfels in Deutschland sowie am Standort Surabaya und Akouda in Tunesien.
Das Unternehmen wurde von der Universität St. Gallen bereits zwei Mal zum Weltmarktführer im Bereich Geräteschutzschalter und Sicherungsautomaten ermittelt.

### Tochtergesellschaften
Liste der Tochtergesellschaften der E-T-A Elektrotechnische Apparate GmbH (Stand 31. Dezember 2020):
- E-T-A Werbung GmbH, Altdorf bei Nürnberg (100 %)
- E-T-A Aparellaje Eléctrico S.L., Sevilla/Spanien (100 %)
- E-T-A Apparecchi Elettrotecnici S.r.L., Mailand/Italien (100 %)
- E-T-A Appareils Electrotechniques S.A.R.L., Bonneul sur Marne/Frankreich (100 %)
- E-T-A Circuit Breakers Ltd., Aylesbury/Großbritannien (100 %)
- E-T-A Benelux S.A./N.V., Brüssel/Belgien (100 %)
- P.T. E-T-A Indonesia, Surabaya/Indonesien (100 %)
- E-T-A Asia Pacific Pte. Ltd., Singapur (100 %)
- SELPO Pte. Ltd., Singapur (100 %)
- E-T-A ElectroTechnical Applications Pty Limited, Sydney/Australien (100 %)
- E-T-A Components K.K., Tokio/Japan (100 %)
- E-T-A Tunisie S.A.R.L., Akouda-Sousse/Tunesien (100 %)
- E-T-A Circuit Protection & Control Co. Ltd., Shanghai/China (100 %)

Quelle: Bundesanzeiger

## Tätigkeitsfelder und Sortiment
Die Aktivitäten des Unternehmens sind aufgegliedert in die Geschäftsfelder Chemie, Luftfahrt, Transport, Equipment, Telekommunikation und Automatisierungstechnik. Zum Sortiment gehören u. a. Schutzschalter, Elektronik-Schutzschaltrelais, Stromverteilungen und sogenannte Systemlösungen.
Im Bereich Transportation bietet E-T-A die sogenannten Halbleiterrelais. Die farblich kodierten Sicherungsautomaten werden u. a. auch von vielen Lkw-, Pkw- und Nutzfahrzeug-Herstellern zum Schutz vor Ausfällen der Fahrzeuge genutzt.
Im Bereich der Automation bietet das Unternehmen konventionelle elektromechanische Lösungen, die die Handhabung in der Stromversorgung einer Maschine vereinfachen. Sie sind in der Endausbaustufe auch über das Internet kontrollierbar und häufig integriert in die übergeordneten Systeme anderer Hersteller. Oberstes Ziel dabei sei immer, Ausfallzeiten teurer Anlagen zu vermeiden.
Im Bereich Equipment bietet E-T-A Produkte für Medizintechnik, Apparatebau und professionelle Handwerkzeuge.

## Patente
Die Konzerngesellschaft Ellenberger & Poensgen hält die Rechte der Patente der E-T-A Elektrotechnische Apparate GmbH. Insgesamt hat E-T-A rund 250 lebende Patente aus insgesamt 66 Patentfamilien.

## Auszeichnungen
- 2012: „Top 100 Innovationsmanagement von mittelständischen Unternehmen“, geprüft durch Nikolaus Franke der Wirtschaftsuniversität Wien[39]
- 2017: Auszeichnung als Weltmarktführer im Bereich Geräteschutzschalter und Sicherungsautomaten von der Universität St. Gallen[36]
- 2018: Auszeichnung als Weltmarktführer im Bereich Geräteschutzschalter und Sicherungsautomaten von der Universität St. Gallen[35]
- 2019: Auszeichnung „Bester Arbeitgeber“ und „Bayerns Beste Arbeitgeber“ des Institutes Great Place To Work[40][41]
- 2020: Preis „New Work Star 2020“ der Stadt Nürnberg[42]
- 2021: Auszeichnung bei der Studie „Deutschlands Innovationsführer 2021“ von Prognos im Auftrag der Frankfurter Allgemeine Zeitung für Ellenberger & Poensgen[43]
- 2022: Auszeichnung „Bester Arbeitgeber“, „Bayerns Beste Arbeitgeber“ und „Beste Arbeitgeber Fertigung und Industrie“ des Institutes Great Place To Work[41]
- 2022: Rang 563 im Lexikon der deutschen Weltmarktführer von Die Deutsche Wirtschaft im Bereich „Sicherheitskomponenten“[44]

## Soziales Engagement
Im Zuge des Ukraine-Krieges 2022 rief E-T-A die Aktion „Ukrainehilfe“ ins Leben, um den vom Krieg betroffenen Menschen zu helfen. Hierbei konnten die Mitarbeiter ihre Überstunden spenden, wobei die Geschäftsleitung jede gespendete Überstunde in einen Betrag von 60 Euro umwandelte. Dabei kamen rund 67 000 Euro zusammen, die anschließend dem Bündnis deutscher Hilfsorganisationen Aktion Deutschland Hilft übergeben wurden. Mit derselben Vorgehensweise half das Unternehmen 2021 auch schon den Opfern der Flutkatastrophe in Deutschland.